# Une femme moderne
Pour plus de détails, voir Fiche technique et Distribution.
Une femme moderne (titre original : The Age for Love) est un film américain réalisé par Frank Lloyd, sorti en 1931.

## Fiche technique
- Titre original : The Age for Love
- Réalisation : Frank Lloyd
- Scénario : Frank Lloyd, Robert E. Sherwood et Ernest Pascal d'après le roman de ce dernier
- Photographie : Harry Fischbeck et John F. Seitz
- Montage : Duncan Mansfield
- Musique : Alfred Newman
- Pays de production : États-Unis
- Format : Noir et blanc - 1,37:1 - Mono
- Genre : drame
- Durée : 81 minutes
- Date de sortie : 1931

## Distribution
- Billie Dove : Jean Hurd
- Charles Starrett : Dudley Crome
- Lois Wilson : Sylvia Pearson
- Edward Everett Horton : Horace Keats
- Mary Duncan : Nina Donnet
- Adrian Morris : Jeff Aldrich
- Betty Ross Clarke : Dot Aldrich
- Vivien Oakland : Grace
- George Beranger : le poète
- Jed Prouty : Floyd Evans
- Joan Standing : Eleanor
- Alice Moe : Annie
- Charles Sellon : Mr Pearson
- Cecil Cunningham : Pamela
- Wilfred Lucas (non crédité)